# Scott Columbus
Walter Scott Columbus (10 de novembro de 1956 – 4 de abril de 2011) foi um baterista estadunidense, tendo sido integrante da banda Manowar, na qual entrou no ano de 1983  após saída de Donnie Hamzik.

## Biografia
Gravou com os Manowar álbuns como Into Glory Ride, Hail to England, Sign of the Hammer, Fighting the World e Kings of Metal. Teve uma breve saída da banda em 1992, supostamente por questões de saúde do filho, e nesse período a banda gravou The Triumph of Steel com a participação de Rhino, que sempre soube da titularidade de Columbus. A respeito deste episódio, ele declararia mais tarde à revista Classic Rock: "Meu filho nunca esteve doente — deduza disso o que você quiser".
Scott Columbus retornou à banda em 1994, permanencendo até 2008 e gravando os álbuns Louder than Hell , Warriors of the World, Gods of War. Teve, ainda, participação na gravação das músicas de Thunder in the Sky, saindo da banda quando estavam em estúdio.
A sua saída do Manowar deu-se, alegadamente, por desentendimentos com os demais integrantes. Scott tocou depois com Ross The Boss, ex-guitarrista da própria banda.

### Morte
Columbus faleceu a 4 de Abril de 2011. A notícia foi colocada inicialmente na página de Ross The Boss no Facebook, e depois na página oficial e no Facebook da sua ex-banda, não tendo sido revelada a causa da morte. Em fóruns e blogs, entretanto, fãs comentaram sobre um rumor de que Scott teria, de fato, cometido suicídio, algo que vai contra os ideais de luta e coragem exaltados pelo Manowar, o que explicaria o silêncio da banda sobre a causa da morte. O guitarrista Ross the Boss, co-fundador do Manowar, afirmou que os últimos anos de vida do baterista foram bastante problemáticos devido ao abuso de "substâncias e da bebida", e lamentou não ter tido mais condições de ajudá-lo: "Se eu o tivesse na minha vizinhança, poderia tomar mais conta dele ou vigiá-lo um pouco mais. Eu fui atrás dele, fui o cara que quis levá-lo de volta à estrada, colocando-o para tocar de novo em um verdadeiro set de bateria. Quem sabe, essa volta ao mercado musical pudesse fazer estalar algo em sua cabeça, fazê-lo se animar um pouco. Infelizmente, quando ele voltava para casa (dos shows), aqueles 'demônios' continuavam o chamando, sabe?", disse o guitarrista, explicando ter tentado de todas as formas resgatar o bem-estar do amigo.

## Discografia
- Into Glory Ride (1983)
- Hail To England (1984)
- Sign Of The Hammer (1984)
- Fighting The World (1987)
- Kings Of Metal (1988)
- Louder Than Hell (1996)
- Hell on Wheels (1997)
- Hell on Stage (1999)
- Warriors Of The World (2002)
- Sons of Odin (2006)
- Gods of War (2007)
- Gods of War Live (2007)